# Jacqueline Börner
Jacqueline Börner, född den 30 mars 1965 i Wismar, Tyskland, är en inte längre aktiv tysk skridskoåkare.
Hon tog OS-guld på damernas 1 500 meter i samband med de olympiska skridskotävlingarna 1992 i Albertville.
Börners föräldrar var en tid anställd på ett fartyg och sedan bosatte familjen sig i Berlin. Börner började åka skridskor vis SC Dynamo Südost i Berlin och hon samlade fram till 1989 flera medaljer i nationella tävlingar. Hon vann en bronsmedalj vid europamästerskapen 1989 och en silvermedalj ett år senare. Samtidig började hon studera pedagogik och historia vid Humboldt-Universitet. I augusti 1990 blev Börner pakörd av ett fordon. Hon är efter karriären tränare och har olika andra funktioner vid Berliner TSC.